# كأس حذفي 2010–11
كأس حذفي 2010–11 هو موسم من كأس حذفي. كان عدد الأندية المشاركة فيه 79، وفاز فيه نادي برسبوليس.